# المليطة (وشحة)

تعديل مصدري - تعديل

المليطة هي إحدى قرى عزلة بني رزق بمديرية وشحة التابعة لمحافظة حجة، بلغ تعداد سكانها 103 نسمة حسب تعداد اليمن لعام 2004.